# Département de Calamuchita
Le département de Calamuchita est une des 26 subdivisions de la province de Córdoba, en Argentine. Son chef-lieu est la ville de San Agustín.
Le département a une superficie de 4 642 km2. Sa population s'élevait à 45 418 habitants au recensement de 2001.

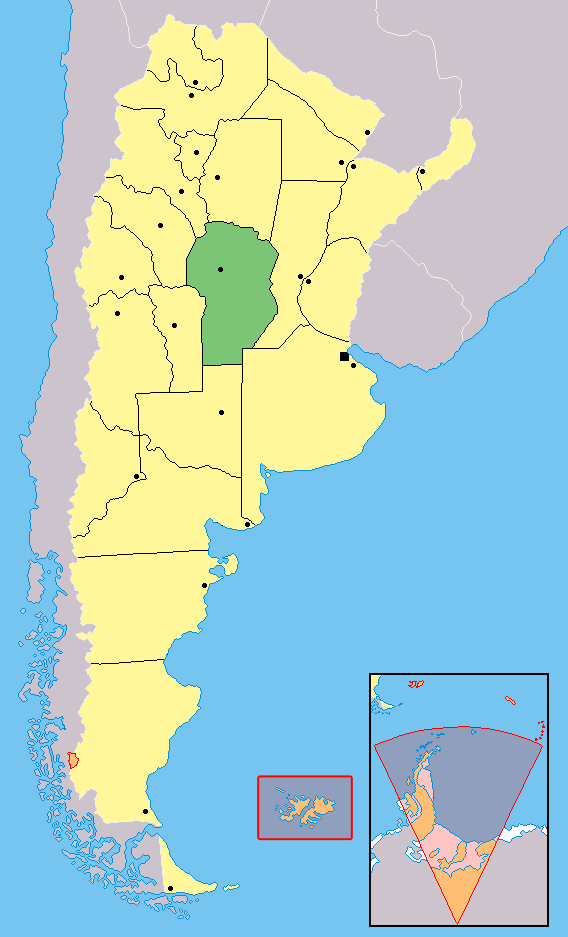
Localisation de la province de Córdoba en Argentine.